# 陸奥宗光
陸奥 宗光（むつ むねみつ、天保15年7月7日〈1844年8月20日〉- 明治30年〈1897年〉8月24日）は、日本の幕末の武士。明治期の外交官、政治家。江戸時代までの通称は陽之助（ようのすけ）。家紋は仙台牡丹。位階勲等爵位は正二位勲一等伯爵。「カミソリ大臣」とも呼ばれた。
版籍奉還、廃藩置県、徴兵令、地租改正、議会の先駆けである元老院の設立に多大な影響を与え、第１次山縣有朋内閣では農商務大臣として第1回帝国議会を成功させる支柱となった。外務大臣としては幕末期以降に結ばれていた全15か国の不平等条約（領事裁判権の撤廃、関税自主権の一部を回復）改正に成功した。日清戦争において陸奥外交と呼ばれる外交を行い、戦中・戦後処理に尽力し、三国干渉を日本の有利な形で収まるように立ち回った。

## 生涯

### 生い立ち
天保15年（1844年）8月20日、紀伊国和歌山（現在の和歌山県和歌山市吹上3丁目）の紀州藩士・伊達宗広と政子（徳川治宝の側用人渥美勝都の長女）の六男として生まれる。幼名は牛麿（うしまろ）。生家は伊達騒動で知られる伊達兵部宗勝（伊達政宗の末子）の後裔と伝えられるが、実際は12世紀に陸奥伊達氏から分岐して駿河国に土着した駿河伊達氏（の分家紀州伊達家）の子孫である。幼少・青年期は伊達小次郎、中村小次郎、陸奥小次郎、陸奥陽之助、伊達陽之助、源二郎、元二郎などと称した。父・宗広は紀州藩に仕えながら、本居大平の門に入り国学者・歴史家としても知られ、史論『大勢三転考』を著した。父の影響で、尊王攘夷思想を持つようになる。父は藩主治宝に引き立てられ財政再建をなした重臣（勘定奉行）であったが、宗光が8歳のとき（1852年）治宝の死により失脚したため、一家には困苦と窮乏の生活が訪れた。和歌山城下を追われ、数年の間紀ノ川上流で何度か居所を変え、伊都郡入郷村に落ち着き、高野山の荘官である岡左仲の世話になる。五條の儒者森鉄之助に学び、宇智郡の豪農北厚治や五條の書肆松屋（本城）久吉などの支援を受ける。

### 幕末期

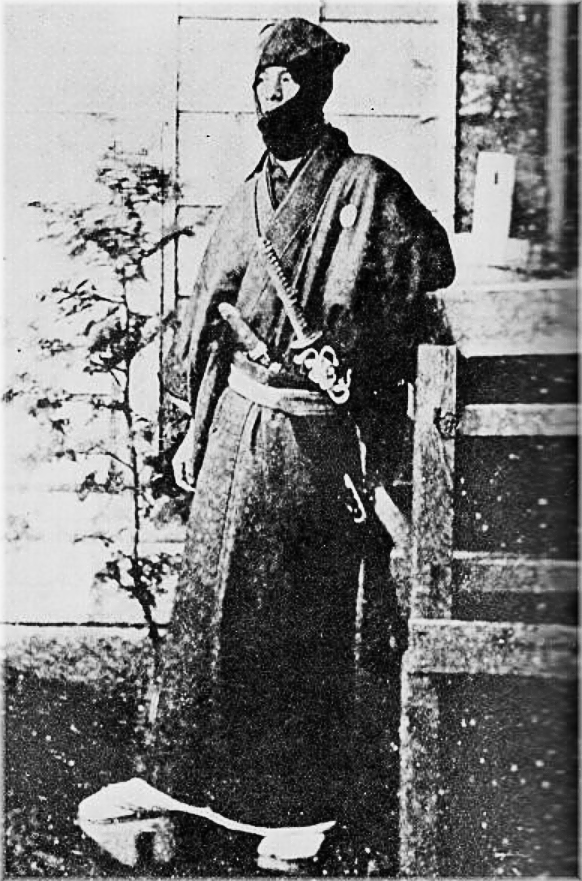
紀州藩士時代の陸奥

安政5年（1858年）、高野山江戸在番所の寺男として江戸に出る。困窮し、筆耕等により口を糊すること三年、安井息軒に師事し、又水本成美の塾に入る。後に長州藩の桂小五郎（木戸孝允）・井上聞多（井上馨）・高杉晋作・山縣狂介（山縣有朋）・村田蔵六（大村益次郎）や薩摩藩の西郷吉之助（西郷隆盛）などの志士と交友を持つようになる。当時幕府の講武所に勤めていた蔵六のつながりから、福沢諭吉や前島密らとも面識を持つようになる。
文久3年（1863年）に勝海舟の神戸海軍操練所（海軍塾）に入り、塾頭の坂本龍馬に私淑、また、広瀬元恭の時習堂にも出入りする。弁舌が立つ才子で、勝によれば同輩の評判は甚だ悪く「嘘つきの小次郎」と言われていた。元治元年（1864年）操練所解散後、慶応元年（1865年）4月大坂から坂本や小松帯刀、西郷隆盛とともに鹿児島に向かう。その後亀山社中に加わるが、この時期は錦戸広樹の変名で薩摩の小松帯刀に抱えられており、長崎の何礼之の英語塾の門人となる。錦戸太郎という変名も使った。また、長崎亀山に滞在中、一外国人宣教師の家に住み込み、その夫人から英語を教授されたと伝えられている。慶応2年（1866年）2月、長崎での近藤長次郎自裁の報を京都に伝え、翌月鹿児島に向かう坂本と同乗し長崎に帰る。同年5月寺島宗則が上海から阿久根まで乗った帆船に船員として乗船していた。同年後半から頭角を顕し、土佐グループの主要メンバーとなる。慶応3年（1867年）には坂本龍馬の海援隊に加わり意見書「商方之愚案」を提出、坂本に認められ、商事部門を任され外国商人からの武器買付などを行う。勝と坂本の知遇を得た陸奥は、その才幹を発揮し、坂本をして「（刀を）二本差さなくても食っていけるのは、俺と陸奥だけだ」と言わしめたという。陸奥もまた龍馬を「その融通変化の才に富める彼の右に出るものあらざりき。自由自在な人物、大空を翔る奔馬だ」と絶賛している。
龍馬暗殺後、紀州藩士三浦休太郎を暗殺の黒幕と主張し、海援隊の同志15人と共に彼の滞在する天満屋を襲撃する事件を起こした（天満屋事件）。

### 維新後
鳥羽伏見の戦いに先立つ慶応3年12月23日（1868年1月1日）、大坂のイギリス公使館にアーネスト・サトウを訪ね、新政府の承認問題について意見交換を行った。陸奥は皇族の一人が大坂城内で外国公使と会見し、王政復古の布告を宣言することを提案、サトウの賛成を得ると、これに基づく意見書を議定岩倉具視に提出。慶応4年1月、岩倉の推挙により、外国事務局御用掛に任命される（1868年）。戊辰戦争に際し、局外中立を盾に引き渡しを拒否していたアメリカと交渉し、甲鉄艦として知られるストーンウォール号の引き渡し交渉に成功、その際、未払金十万両があったが財政基盤の脆弱だった新政府には支払えなかった。会計官権判事を兼任した陸奥は大阪の商人らに交渉し、一晩で借り受けることに成功、新政府の首脳陣に深い感銘を与える。6月大阪府権判事となる。岩倉と共に政府へと陸奥を引き入れた木戸孝允は、当時江戸と京都や大坂を行き来することが多く、陸奥は幕末期から親交のある木戸のもとへ度々訪ね版籍奉還、廃藩置県などを論じ、より親密な関係を結んだ。この間佐幕派の疑いを掛けられ、藩主茂承が京都にとどめ置かれるなど窮地にあった紀州藩のために尽力。11月、紀州藩執政となって上京していた津田出を訪ね、郡県制、士族廃止と徴兵令について教示を受ける。その内容を岩倉に伝えると、大いに喜ばれ諸藩の手本になる雛形として津田による藩政改革の実施を依頼され、12月に藩主の帰国が許可される。1869年1月、摂津県知事、6月、兵庫県知事となる。何礼之から英語教師として星亨を紹介される。8月兵庫県知事免職となり、大坂の紀州藩屋敷に逗留し、藩政改革を支援。星も英学助教授として大坂の紀州藩蔵屋敷で教える。1870年3月刑部省小判事に任ぜられるが、和歌山藩欧州執事として渡欧することが決定していたため、即日依願免職の手続きを取り、土佐時代からの知遇、参議・刑部大輔佐々木高行の不興を買う。9月和歌山藩欧州執事として渡欧し、藩軍事顧問ケッペンの依頼により、プロイセンから軍事教官数名を招聘する契約を交わす。1871年5月アメリカ経由で帰国。和歌山藩戍兵都督心得、権大参事に任命。その後、廃藩置県を受け、8月神奈川県令として再度出仕、地租改正局長（1872年）、大蔵少輔（1873年6月）などを歴任する。大久保利通の主導する薩長土肥による藩閥政府の現状に不満を抱き、木戸孝允との連携を強めて、大久保勢力の一角に楔を打ち込もうとする。1873年9月、木戸に対し自らの上司である大蔵省事務総裁大隈重信を「経済に通ぜず、吏務を解せず」として罷免を求める。しかし大蔵省に政府の権限を集中させていた大久保が大隈を庇護していたために人事異動は叶わず、10月の征韓論争を経て大久保体制が確立した。大久保は独裁体制を強固にするために、反木戸派に走った伊藤博文を工部卿、大隈を大蔵卿、寺島宗則を外務卿に就任させた。陸奥は1874年1月、大久保体制に賛同する者達による政権の独占を批判した「日本人」を木戸に呈し、官を辞した。
大阪会議（1875年）で大久保と民権派が妥協し、政府に復帰した木戸の推挙により元老院の設立に奔走した。陸奥は元老院議官、その後幹事となるが、独裁体制を崩したくない大久保の無理解と、急進的過ぎる板垣の暴走によって、元老院の実権は徐々に削られた。それでも陸奥の努力により、明治９年９月に元老院は憲法起草の勅語を受けるに至った。陸奥は中島信行など数名の信頼できる人々と最初の憲法草案を起草している。
この間、明治元年にかつて難波新地の芸妓であった蓮子夫人と結婚、長男広吉、次男潤吉を儲けるが、明治5年（1872年）には蓮子夫人が亡くなり、翌明治6年（1873年）に亮子と再婚した。

### 投獄と欧州留学
明治10年（1877年）の西南戦争の際、陸奥は元老院仮副議長であったが、和歌山からの募兵を募ることを献策、岩倉から依頼され4月大阪に向かう。これは増援部隊として派遣されることによる戦後の陸奥の発言権強化と、状況によっては板垣退助の主導による土佐立志社の反乱軍を陸奥の指揮する部隊によって鎮圧できるようにする為の戦略であった。立志社の林有造・大江卓らは武力蜂起と暗殺による政府転覆を謀っていたが、陸奥は土佐派と連絡を取り合っていた。しかし大久保、伊藤は陸奥に和歌山募兵を担当させることの危険を知る参謀局長鳥尾小弥太の建言に基づき、陸奥の到着に先立ち旧藩主茂承を出馬させ、三浦安を中心に募兵計画を進行させていた。4月12日に伊藤らの動きを知った大江、岩神昂は即時挙兵と暗殺計画を画策する。しかし、4月15日、熊本城連絡路が開かれ政府軍の優位が明確になり、立志社の挙兵計画も遅滞したため、29日に陸奥は即座に大阪を立ち、東京で大江に計画の中止を説く。実際に板垣は私学校党の蜂起に勢いを得て「最早兵を挙ぐるの時機なり」と述べており、「年来の志である民権拡張の時が来た。このような時機において民権を拡張し、革新することは、外国の歴史にもあることだ」と持論を披露している。その際に「民権運動家が戦闘に参加するのは国の進歩のためになる」と言った板垣の言葉に、同席の土佐人は全員が賛同した。このような西南戦争という戦時に乗じて、西郷が政府を斃した後に民権家として戦闘に参加した板垣らが政府を作り主導していこうという話を陸奥は耳にしており、そのストッパー役として陸奥は土佐派に潜り込んでいた。
8月に政府転覆計画が露見して林と岩神が逮捕、陸奥も翌年6月に検挙され、除族のうえ禁錮5年の刑を受け投獄された。山形監獄に収容された陸奥は、妻亮子に手紙を書く一方、自著を著し、イギリスから帰国した星亨の勧めと島田三郎訳『立法論綱』（1878年）の影響により、イギリスの功利主義哲学者ジェレミ・ベンサムの著作の翻訳にも打ち込んだ。出獄後の明治16年（1883年）にベンサムの An Introduction to the Principles of Moral and Legislation（道徳および立法の諸原理序説）を『利学正宗』と題して翻訳刊行した。なお、山形監獄の火災時に陸奥焼死の報が伝えられたが、誤報であることがわかると、明治11年（1878年）に井上馨の尽力により当時最も施設の整っていた宮城監獄に移された。
明治16年（1883年）1月、特赦によって出獄を許され、井上馨の勧めもあってヨーロッパに留学。明治17年（1884年）にロンドンに到着した陸奥は、西洋近代社会の仕組みを知るために猛勉強した。ロンドンで陸奥が書いたノートは7冊現存されている。内閣制度の仕組みや議会の運営方法等について、民主政治の先進国イギリスが長い年月をかけて生み出した知識と知恵の数々を盛んに吸収し、ウィーンではローレンツ・フォン・シュタインの国家学を学んだ。

### 政界への復帰
明治19年（1886年）2月に帰国し、10月には外務省に出仕。明治21年（1888年）駐米公使となり、同年駐米公使兼駐メキシコ合衆国公使として、メキシコとの間に日本最初の平等条約である日墨修好通商条約を締結することに成功する。帰国後、第1次山縣内閣の農商務大臣に就任する。
明治23年（1890年）、大臣在任中に第1回衆議院議員総選挙に和歌山県第1区から出馬し、初当選を果たし、1期を務めた。閣僚中唯一の衆議院議員であり、かつ日本の議会史上初めてとなる衆議院議員の閣僚となった。陸奥の入閣には農商務大臣としてより、むしろ第1回帝国議会の円滑な進行（今でいう国会対策）が期待された。実際に初代衆議院議長の中島信行は海援隊以来の親友であり、またかつて部下であった自由党の実力者星亨とは終生親交が厚く、このつながりが議会対策に役立っている。なお、このとき農商務大臣秘書であったのが腹心原敬である。陸奥の死後、同志であった西園寺公望・星・原が井上馨の支援を受け、立憲政友会を旗揚げすることになる。
明治24年（1891年）に足尾銅山鉱毒事件をめぐり、帝国議会で田中正造から質問主意書を受けるが、質問の趣旨がわからないと回答を出す（二男潤吉は足尾銅山の経営者、古河市兵衛の養子であった）。同年5月成立した第1次松方内閣に留任し、内閣規約を提案、自ら政務部長となったが薩摩派との衝突で辞任した。11月、後藤象二郎や大江卓、岡崎邦輔の協力を得て日刊新聞『寸鉄』を発刊し、自らも列する松方内閣を批判、明治25年（1892年）3月、辞職して枢密顧問官となる。

### 外相時代

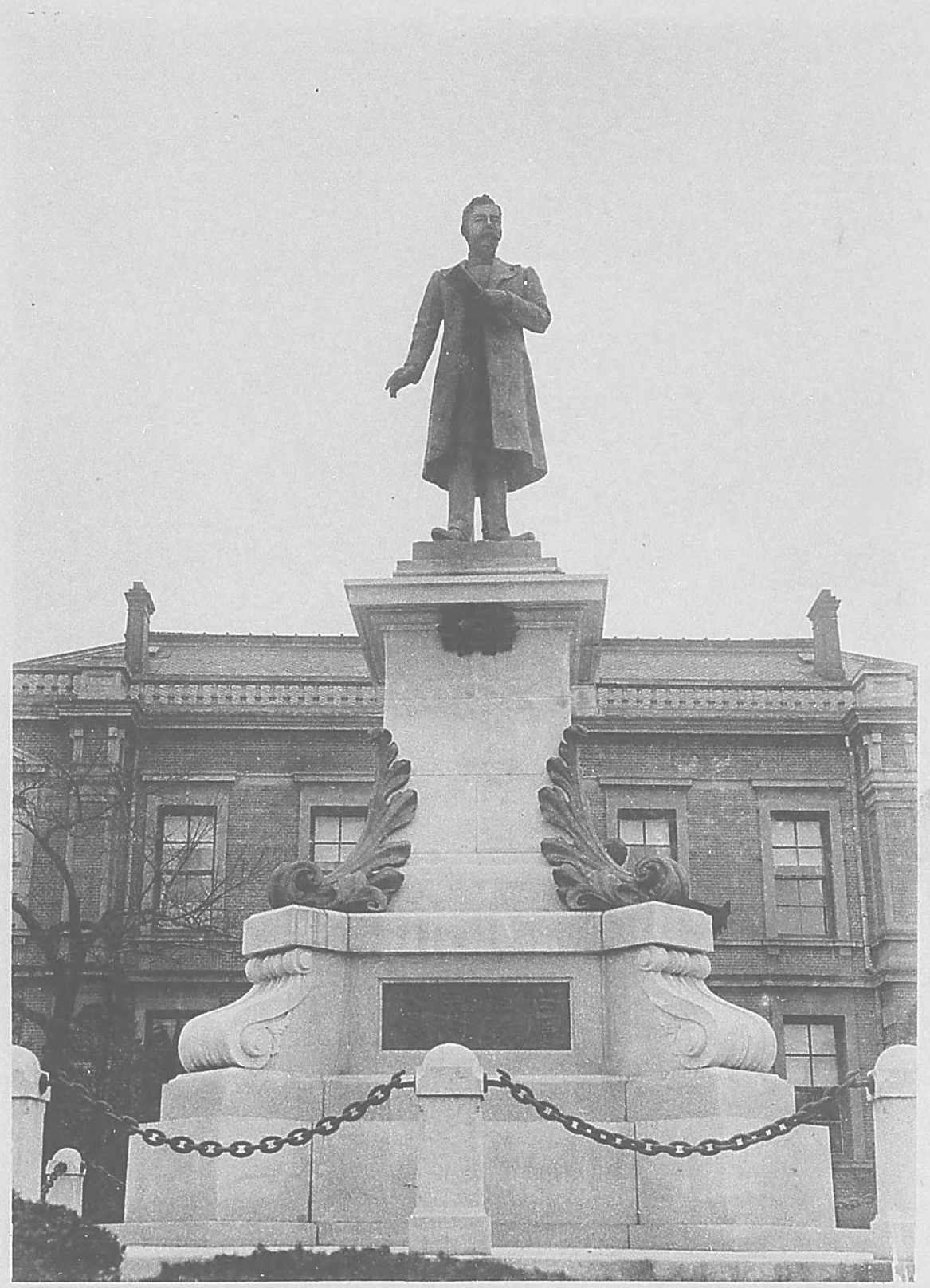
外務省に建立された銅像（戦前）

その後、第2次伊藤内閣にて外務大臣に就任し、明治27年（1894年）、イギリスとの間に日英通商航海条約を締結。幕末以来の不平等条約である領事裁判権の撤廃に成功する。以後、アメリカ合衆国とも同様の条約に調印、ドイツ帝国、イタリア王国、フランスなどとも同様に条約を改正した。陸奥が外務大臣時代に、不平等条約を結んでいた15ヶ国すべてとの間で条約改正（領事裁判権の撤廃、関税自主権は一部回復）を成し遂げた。同年8月、子爵を叙爵する。
一方、同年5月に朝鮮半島で甲午農民戦争が始まると清の出兵に対抗して派兵。7月23日に朝鮮王宮占拠による親日政権の樹立、25日には豊島沖海戦により日清戦争を開始。イギリス、ロシアの中立化にも成功した。この開戦外交はイギリスとの協調を維持しつつ、対清強硬路線をすすめる参謀次長川上操六中将の戦略と気脈を通じたもので「陸奥外交」の名を生んだ。
戦勝後は伊藤博文とともに全権として明治28年（1895年）、下関条約を調印し、戦争を日本にとって有利な条件で終結させた。しかし、ロシア、ドイツ、フランスの三国干渉に関しては、遼東半島を清に返還するもやむを得ないとの立場に立たされたが、井上馨・山縣有朋と協力して、領地返還には応じるが、代わりに賠償金にて戦後処理を終わらせるという和平交渉で難を切り抜けた。
日清戦争の功により、伯爵に陞爵する。これ以前より陸奥は肺結核を患っており、三国干渉が到来したとき、この難題をめぐって閣議が行われたのは、既に兵庫県舞子で療養生活に入っていた陸奥の病床においてであった。明治29年（1896年）、外務大臣を辞し、大磯別邸（聴漁荘）やハワイにて療養生活を送る。この間、雑誌『世界之日本』を発刊。
明治30年（1897年）8月24日、肺結核のため西ヶ原の陸奥邸で死去。享年54（満53歳没）。墓所は大阪市天王寺区夕陽丘町にあったが、昭和28年（1953年）に鎌倉市扇ガ谷の寿福寺に改葬された。
明治40年（1907年）、条約改正や日清戦争の難局打開に関する功績を讃えて、外務省に陸奥の像が建立された。戦時中に金属回収により供出されたが、昭和41年（1966年）に再建された。

## 栄典
位階
- 明治5年（旧暦）
  - 3月5日 - 従五位[9]
  - 10月5日 - 正五位[9]
- 1875年（明治8年）11月28日 - 従四位[9]
- 1878年（明治11年）8月19日 - 位記被褫[9]
- 1887年（明治20年）3月25日 - 従四位[9][10]
- 1890年（明治23年）
  - 3月27日 - 従三位[9]
  - 6月12日 - 従二位[9][11]
- 1897年（明治30年）8月21日 - 正二位[12]

爵位
- 1894年（明治27年）8月29日 - 子爵[13]
- 1895年（明治28年）8月20日 - 伯爵[14]

勲章等
| 受章年                     | 略綬 | 勲章名                       | 備考 |
| -------------------------- | ---- | ---------------------------- | ---- |
| 1888年（明治21年）5月8日   |      | 勲三等旭日中綬章             |      |
| 1889年（明治22年）9月11日  |      | 勲二等瑞宝章                 |      |
| 1890年（明治23年）10月21日 |      | 銀牌一個・七宝白鷺図花瓶一封 |      |
| 1893年（明治26年）10月30日 |      | 勲一等瑞宝章                 |      |
| 1895年（明治28年）8月20日  |      | 旭日大綬章                   |      |

外国勲章佩用允許
| 受章年                     | 国籍                         | 略綬 | 勲章名                               | 備考 |
| -------------------------- | ---------------------------- | ---- | ------------------------------------ | ---- |
| 1893年（明治26年）8月24日  | オーストリア＝ハンガリー帝国 |      | 鉄冠第一等勲章                       |      |
| 1894年（明治27年）3月7日   | オスマン帝国                 |      | 美治慈恵第一等勲章                   |      |
| 1894年（明治27年）3月30日  | フランス共和国               |      | レジオンドヌール勲章グラントフィシエ |      |
| 1894年（明治27年）8月8日   | シャム王国                   |      | 白象第一等勲章                       |      |
| 1895年（明治28年）2月20日  | バイエルン王国               |      | 聖ミカエル勲章グロースクロイツ       |      |
| 1895年（明治28年）10月3日  | セルビア王国                 |      | タコヴォ十字第一等勲章               |      |
| 1896年（明治29年）3月6日   | イタリア王国                 |      | 聖マウリッツィオ・ラザロ第一等勲章   |      |
| 1896年（明治29年）3月17日  | ロシア帝国                   |      | 白鷲大綬章                           |      |
| 1896年（明治29年）10月26日 | スペイン王国                 |      | カルロス3世第一等勲章                |      |
| 1897年（明治30年）4月27日  | デンマーク王国               |      | ダンネブロ勲章グランクロワ           |      |

## 家族
- 妻

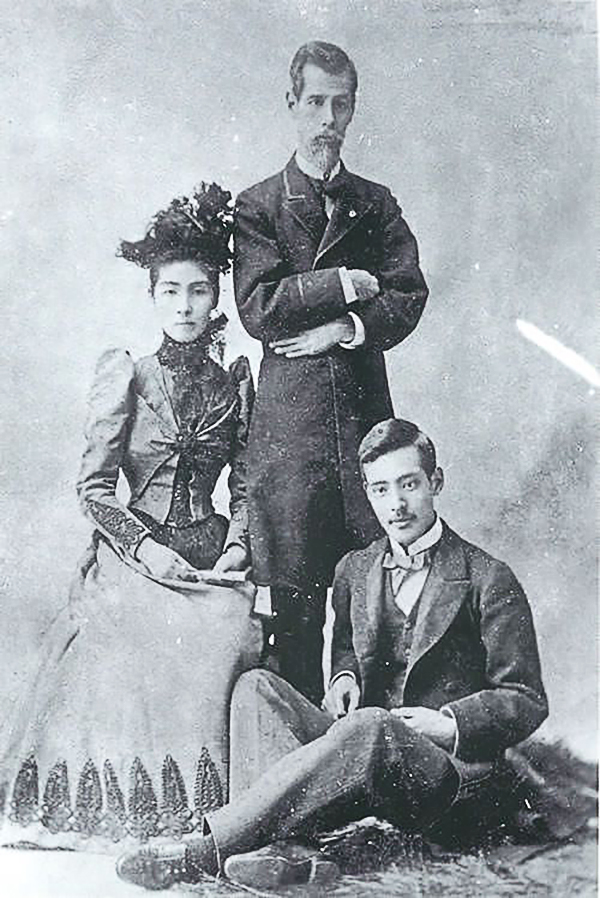
妻・亮子、先妻との長男・広吉と。

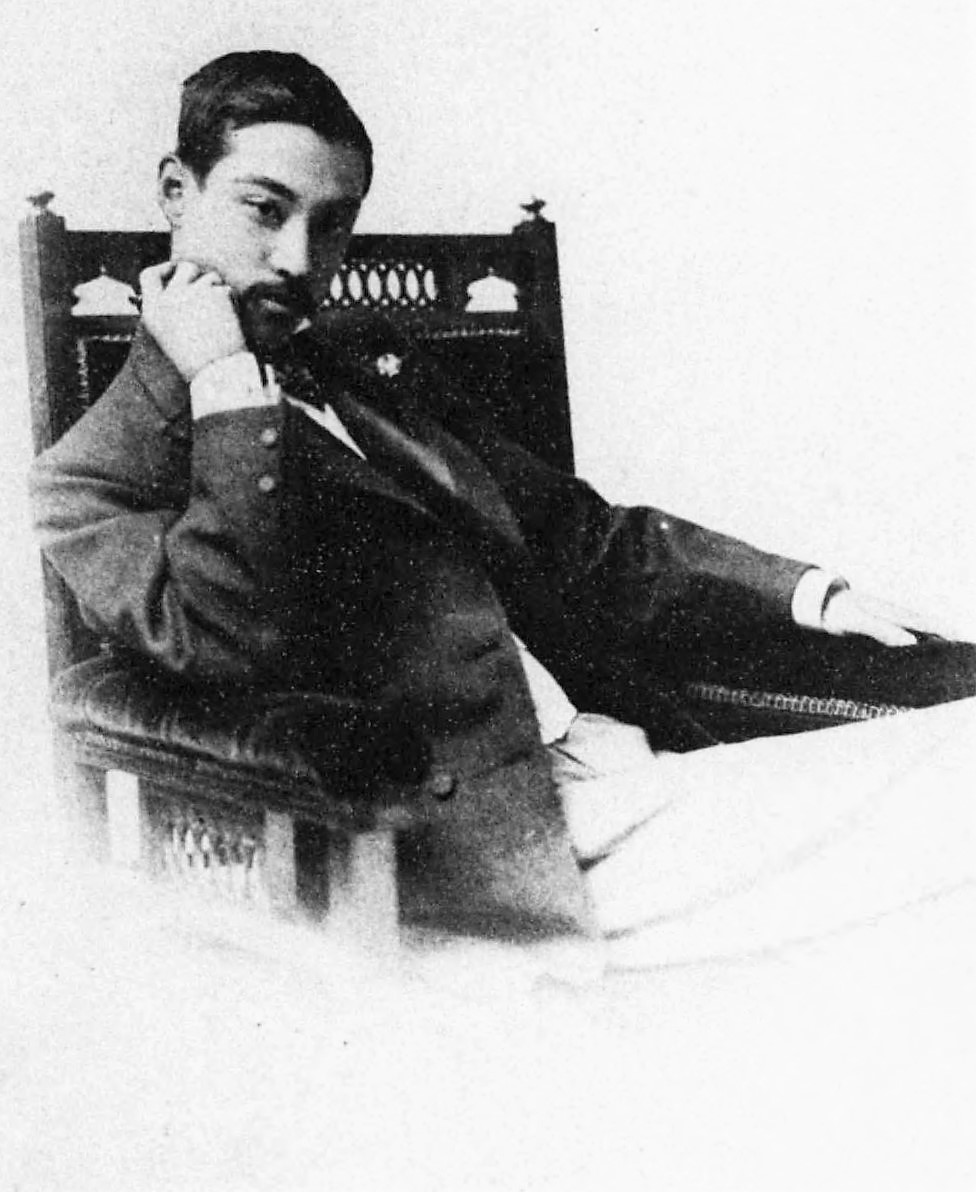
次男の潤吉（先妻との子）。

  - 陸奥蓮子（1846–1872） - 大阪新町もしくは難波新地か堀江の元芸妓[28][29][30]。芸者時代はお米と言い、届け出上は三井家の大番頭・吹田四郎兵衛の娘として嫁ぐ。陸奥が大阪判事時代に落籍し、2人の息子をもうけたが、病死[30]。
  - 陸奥亮子（1856-1900） - 1872年結婚。東京新橋の元芸妓小鈴。届け出上は士族の娘。
- 息子
  - 陸奥広吉（1869-1942） - 長男、外交官。1897年9月13日家督相続[31]。鎌倉女学院校長。妻エセル（日本名イソ）はイギリス人[32]。
  - 古河潤吉（1870-1905） - 次男、古河市兵衛の養子。養父とともに足尾銅山を経営。
  - 金田光一[33]
- 娘
  - 陸奥清子（1873-1893） - 長女。
  - 陸奥冬子（1873-1904） - 次女。祇園芸者との子[34]。宗光没後、陸奥家に引き取られ、広吉の養女に。
- 孫
  - 陸奥イアン陽之助（1907-2002） - 広吉とエセルの長男。

宗光の4人の子のうち、広吉を除く3人は未婚のまま没したため、広吉の子の陽之助が宗光の唯一の孫。鎌倉の寿福寺に陸奥家の墓所がある。

## 著作・書翰
- 明治25年（1892年）から執筆を開始した『蹇々録』は、日清戦争、三国干渉の処理について記述したもので、外務省の機密文書を引用しているため長く非公開とされ、昭和4年（1929年）に初めて公刊された。明治外交史上の第一級史料である。
- 昭和27年（1952年）、陸奥家は国立国会図書館に書翰と書類を寄贈している。陸奥宛書簡は木戸孝允、岩倉具視、三条実美、井上馨、山縣有朋等の主要政治家60人以上にのぼり、書類は外交関係がほとんどを占める。

## 評価
- 勝海舟 「あれも一世の人豪だ。しかし陸奥は、人の部下について、その幕僚となるに適した人物で、幕僚に長としてこれを統率するには不適当であった。あの男は、統御もしその人を得たら、十分才を揮うけれども、その人を得なければ、不平の親玉になって、眼下に統領を踏みつける人物だ。あれがもし大久保（利通）の下に属したら、十分才を揮い得たであろう」[35]

- 渋沢栄一
  - 「外務大臣をなされたことのある陸奥宗光伯は、平岡円四郎と殆ど全く同型の人で、一を聞いて十を知る機敏な頭脳を持つて居られたかのやうに思はれる。兎角一を聞いて十を知る質の人は、余りにさき廻りをするので、他人に厭やがれる[厭やがられる]傾きのあるものだが、陸奥伯には爾んな傾向がなく至つて交際ひ易い人であつた。随つて平岡円四郎のやうに非業の最期をも遂げず、畳の上で死ぬことが出来たのである。」[36]
  - 「伯も平岡円四郎のやうに、一寸したことを聞いた丈けでそれからそれへと考へを進めて往き、事を未然に察知するまでの才智のあつた人だが、孰らかと謂へば金銭と権勢とに動かされ易く、一身の利達を謀らんが為めには形勢を察して金銭と権勢とのあるところに就くを辞さなかつたらしく、大丈夫の志が無かつた人のやうに思へる。それから妙に他人を凌ぐやうな傾向があつて、談話などでも自分の才智に任せて対手を圧迫して来る如き気味合を示したものである。之が為め、多少他人から厭がれた[厭がられた]こともあらうが、交際は至つて如才のなかつた方である。」[36]
  - 「陸奥宗光伯も、前条に談話した通りで、御自身には優れた才識のあらせられた人で、権勢と金力とのあるところを見て之に就く事にかけては誠に敏捷であつたが、人物を鑑別する力に於ては、余り優れた方であつたとは申上げかねるやうに思へる。随つて、陸奥伯の交はられた人や用ひられた人は、必ずしも善良誠実の人ばかりであつたやうにも思へぬ。」[37]

- 関直彦
  - 「龍馬の薫陶によって陸奥も彼だけの人物になったと言っても可い位で、平生、龍馬は陸奥を評して『彼は非常な才物である。外の者は大小を取り上げれば殆ど食うにも困る者ばかりだが、陸奥だけは上手に世渡りをして行ける』と言っていた」
  - 「剃刀大臣といわれしだけありて、機略縦横、電光石火の立回りに妙を得た人であった上にも、また弁舌の雄として世に認められたる人である。」[38]

- 中江兆民 「機智豊衍にして機鋒靈活なり。陸奥君と機智を闘わし機鋒を競い、陸奥君の奇声とその洪大を較らぶる者は国会議員中、果て誰某成るべきや。」[39]

- 鳥谷部春汀 「大隈伯は政治においてデモクラシーを主張すると同時に、その趣味においてもデモクラチツクなり。これに反して陸奥伯は政治の原則としては亦均くデモクラシーを信ずと雖も、その趣味は全くアリストクラチツク(貴族的)なり。彼は凡俗を好まず、又凡俗の好む所を好む能わず。彼は凡俗と天才との間には踰ゆべからざるの鴻溝あるを信じ、滔々たる凡俗は、到底天才者の頭脳を了解する能わずと思惟せり。」[40]

- 西園寺公望 「才子で敏感すぎるから、一時失脚したのだね。西南役の折、もしかすると西郷が勝つかも知れんから、幾分その場合に処する用意をしておこうとした」と述べている。[41]佐々木雄一は陸奥は大々的に武装反乱を起こそうとしたのではなく、才子で敏感すぎ、不遇感があるなかで、何かあった場合に処する用意をしておこう、機に乗じよう、と考えたのだという。[42]

- 萩原延寿は陸奥を自由民権という理念と藩閥勢力の権力の間で「分裂した魂の所有者」とするが、佐々木雄一は陸奥の考えは「議会政治やデモクラシーというのは理念や理想ではなく、現実に生じている世の趨勢であり、政府側にはその現実に対応していくための政治のアートやスキルがかつてなく必要となっており、そのスキルを備えた自分の力が必要となるはずだ」というものであったという。[43]

- 雑誌「世界の日本」の社説(1897年5月1日号)はアンシャンレジーム、革命、ナポレオン、王政復古と、変転するフランス史の激動期を通じて絶えず外交指導を懇請されたタレーランに仮託して陸奥の心情を語っている。いわく「仏国智力の絶頂は余にあり。何人が政権をとるも、如何なる主義が勝ちを得るもの、畢竟余の力を借らざるべからず。若し余の力を借らざる政府なるか、余はそれを成立せしめざべし。」萩原延寿によれば、この文章には陸奥自身の主張が谺しているという。[44]

## エピソード
- 若かりし頃の陸奥は、浅草で雑踏の中を他人とぶつかることなくすり抜けることを稽古し、ついに隼のごとく飛び抜けるようになった。友人にそんな真似をして何の役に立つのだと聞かれ、「僕は非力で喧嘩すれば負けるに決まっている。身を保つには何としても早く逃げることが第一義だからその稽古をしているのだ。一つ俺と喧嘩して見んか、素晴らしく逃げてみせるぞ」と答えたといわれている。[45]
- 若い頃は胆力を頼む志士たちから軽薄な口舌の徒と目され、「嘘つきの小次郎」とあだ名されるなど、同輩の評判は悪かった。勝海舟も「小利巧な小才子」と評し、坂本龍馬も、「弁舌が鋭利に過ぎて浪士に憎まれて不慮の禍に遭うかもしれない」としている。[46]。
- 後妻の陸奥亮子は「鹿鳴館の華」「在米公使館の華」と呼ばれた美貌の女性である。
- 陸奥宗光が、藩閥打倒、議会制民主主義の未達成を嘆きつつ死んだ時、西園寺公望は「陸奥もとうとう冥土に往ってしまった。藩閥のやつらは、たたいても死にそうもないやつばかりだが…」と言って、周囲の見る目も痛わしいほど落胆したという。
- 「そもそも政治は術(アート)なり、学(サイエンス)にあらず。故に政治を行うの人に巧拙(スキール)の別あり。巧みに政治を行い、巧みに人心を収攬するは、実学実才ありて広く世務に熟練する人に存し、決して、白面書生机上の談の比にあらざるべし。また立憲政治は専制政治の如く簡易なる能わず。故に其政治家に必要するところの巧且熟なる者も、一層の度を増加すべし」と井上馨宛に書いた。[47]。また、自著『蹇々録』の中でも語っている。
- 坂本龍馬が船中八策を西郷隆盛に提示した際、「わしは世界の海援隊をやります」と発言した場に同席し非常な感銘を受け、後世ことあるごとに回想を語ったとされている。
- 海援隊時代の経験を買われ、横浜の生糸貿易の総元締となっている。

- 宮城監獄入獄中の明治13年、獄中からの失火の消火に尽力し成功。司法省から内閣に慣例によって2年の減刑が上申されたが、尋常の国事犯にあらずとして明治天皇の宸断を仰いだところ、「重職に居ながら政府を顛覆せんことを謀れる者、常人の例を以て之を宥むべきにあらず」との叡慮を以て許されなかった。[48]。

- 星亨との関係

陸奥は星を引き立てた恩人であり、陸奥との関係なくして星の行動は語れない。星の自由党入党は弁護士として成功していた当時の星にとって積極的な動機はなく、獄中にあった陸奥の出獄後の地ならしであったというのが有力である。出獄後外遊した陸奥をよそに私財を投じ、板垣の我儘に耐え、自由党を維持したのも陸奥の選択肢を確保するためであった。それだけに明治19年2月、帰国した陸奥が、10月に政府の無任所弁理公使となった時は失望し怒りを隠せなかった。陸奥にとっては自由党と藩閥政府の二者択一ではなく二者拮抗する状態こそが自らにとって最も望ましかった。第三議会に当たり議長としては河野広中が有望視されていたが、陸奥の意を汲んだ岡崎邦輔の奔走により星の衆議院議長が実現した。星は陸奥の指示により、松方内閣と厳しく対決、内閣弾劾決議案を可決、軍艦建造費ほかの新事業費は全額削除となり、松方内閣は崩壊した。藩閥政府は星の主導する自由党を抑えるには明治天皇から忌避されていた陸奥の力を借りるしかないと悟る。陸奥が外相として入閣した第二次伊藤内閣に対しては星は自由党内を強引に方向転換させ、「和協の詔勅」の受諾でまとめた。しかし、この過程で星は自由党内のみならず、改進党や吏党からの憎悪を一身に受け、衆議院議長辞職を余儀なくされた。星は原敬と違い陸奥に心服してはいなかったが、恩義は感じ比較的愚直に服しており、リアリスト陸奥に利用されていたとも言える。
- 徹底したリアリストであり、神奈川県令時代のマリア・ルス号事件のような人道的な問題には関心がなく、自らはこの件に関わることを固辞し、県参事だった大江卓に対応を任せ、県令を辞任して地租改正問題に専念した。また、伊藤や井上馨と異なり朝鮮の近代化には全く関心がなく、朝鮮への投資に見合う担保を気に掛けていた。[50]
- 大津事件の時、後藤象二郎とともに伊藤博文のもとを訪れ、刺客を雇って犯人の津田を暗殺し、病死ということにすれば良いと述べ、そのような無法な処置は許されないと伊藤に叱責された。[51]
- 現存する陸奥の居宅としては死去した旧古河庭園のほか、東京根岸にコロニアル様式の洋館が残る。地元の歴史を研究する「根岸子規会」が、旧陸奥邸であることを示す案内板を2017年3月に設置した[52]。外壁が白いため、地元の子供たちには「ホワイトハウス」と呼ばれてきた[53]。